# پتر زلنکا
پتر زلنکا (چکی: Petr Zelenka؛ زادهٔ ۲۱ اوت ۱۹۶۷) کارگردان فیلم، نویسنده، نمایشنامه‌نویس، و فیلم‌نامه‌نویس اهل جمهوری چک است.
از فیلم‌ها یا مجموعه‌های تلویزیونی که وی در آن‌ها نقش داشته است، می‌توان به برادران کارامازوف اشاره نمود.
تبلیغات انتخاباتی او در سال ۲۰۱۰ با عنوان «مادربزرگ و پدربزرگ را متقاعد کنید که به چپ رأی ندهند» جنجال‌برانگیز شد، زیرا منتقدان معتقد بودند که این تبلیغ توهینی به سالمندان و «تقلیدی ناقص از ویدیوی استندآپ کمدی سارا سیلورمن» است.